# Гибель «Рефаха»
Гибель «Рефаха» (тур. Refah faciası) — катастрофа турецкого парохода «Рефах», перевозившего личный состав турецкой армии из турецкого города Мерсин в египетский Порт-Саид. Трагедия произошла вечером 23 июня 1941 года примерно в 19 км к востоку от острова Кипр: пароход был торпедирован неустановленной подводной лодкой и спустя 4 часа затонул. Из 200 человек, находившихся на борту, выжили лишь 32. Согласно разным выдвигаемым версиям, пароход мог быть торпедирован либо французской вишистской подлодкой, принявшей турецкое судно за корабль сил Свободной Франции, либо итальянской субмариной, также принявшей его за вражеский корабль. Официально ни одна из стран не взяла на себя ответственность за нападение на пароход.

## Предыстория
С начала Второй мировой войны Турция заняла официальную нейтральную позицию, однако в связи с тем, что боевые действия велись вблизи её границ, страна вынуждена была готовиться к возможному вступлению в войну. 17 февраля 1941 года передовые части немецких войск подошли к болгаро-турецкой границе, что вызвало серьёзную обеспокоенность у Турции. Существовал риск того, что Германия и Турция, которые были союзниками в Первую мировую войну, в этот раз окажутся в состоянии войны друг с другом. 18 июня 1941 года между Германией и Турцией был подписан договор о дружбе и ненападении, обсуждение которого велось с 4 марта — момента отправки письма Адольфа Гитлера турецкому лидеру Исмету Инёню. В течение всего этого времени Германия безуспешно пыталась убедить Турцию вступить в войну на стороне «оси» в обмен на передачу Фракии и части побережья Эгейского моря. В то же время заключение договора о ненападении между немцами и турками стало проблемой для британцев, поскольку те хотели видеть Турцию в качестве своего союзника или рассчитывали хотя бы на то, что Турция не будет состоять в союзе с Германией. К моменту подписания германо-турецкого договора о ненападении немцы уже сосредоточили свои силы на границе с СССР для реализации плана «Барбаросса».
Перед войной Турция, руководствуясь заключённым в 1930 году с Великобританией соглашением о взаимопомощи, заказала у британцев четыре подводные лодки, четыре эсминца, 12 десантных кораблей и самолёты для четырёх звеньев турецких ВВС. В связи с трудностями военного времени производство британцами вооружения и последующая его передача Турции затягивалась: в какой-то момент британский посол и вовсе потребовал, чтобы Турция отказалась от заключения договора о ненападении с Германией в обмен на передачу необходимой военной техники. Однако отказаться от передачи заказанного вооружения туркам Великобритания не могла, поскольку опасалась усиления прогерманских настроений в Турции, если сделка сорвётся. Она приняла решение передать всю необходимую технику личному составу Вооружённых сил Турции, но провести на британской территории и обучение турок обращению с этой техникой и там же осуществить официальную передачу вооружения. Поскольку прямые воздушные рейсы из Турции в Великобританию пролегали через территорию, подконтрольную Германии, турки решили отправить весь личный состав сначала морем в Египет, тогда фактически подконтрольный британцам, а затем оттуда добраться в Великобританию. Британцы настояли на том, чтобы турецкая делегация прибыла к 25 июня в Порт-Саид: оттуда турки должны были отправиться в составе британского конвоя, возвращавшегося в домашние порты. Турецкой делегации пообещали места на лайнере «Куин Мэри», который должен был выйти в составе конвоя. Начальник Генерального штаба Вооружённых сил Турции маршал Мустафа Февзи Чакмак с подозрением отнёсся к тому, что британцы в последний момент изменили своё решение. Министерство иностранных дел Турции довело всю необходимую информацию до министерства транспорта и министерства национальной обороны, которые начали подготовку к отправке личного состава Вооружённых сил Турции в Порт-Саид.

## Подготовка корабля
Для отправки личного состава вооружённых сил правительство Турции зафрахтовало пароход «Рефах» — грузовой корабль, принадлежавший турецкой компании Berzilay & Benjamen, владельцами которой были представители двух еврейских семей Стамбула — Пертев Бенжамен и Аднан Берзилай. Он был построен в 1901 году в британском Сандерленде, до 1931 года носил название «Персерверанца» (итал. Perseveranza — «Настойчивость»), пока не был выкуплен Berzilay & Benjamen и переименован в «Рефах» (тур. Refah — «Благосостояние»). Корабль обладал следующими главными размерениями: водоизмещение судна — 3805 т, длина — 102,2 м, ширина — 14,8 м, осадка — 7 м, максимальная скорость — 8,5 узлов. За свою историю это судно совершило несколько крайне важных для государства рейсов: в частности, 10 октября 1935 года Ататюрк подписал засекреченный указ, в соответствии с которым пароход «Рефах» арендовался за 9700 турецких лир для поставки из Севастополя и Одессы в Стамбул приобретённых у СССР боеприпасов и военного снаряжения; в сентябре 1940 года вышедший из порта Измира пароход был перехвачен итальянским флотом у острова Сими и отведён к Родосу, но после вмешательства МИД Турции был немедленно освобождён. В ходе самого последнего рейса (перед переходом в Мерсин для последующего пути в Порт-Саид) пароход перевозил запасы угля.
16 июня 1941 года судно покинуло порт Стамбула и прибыло через 5 дней в Мерсинский порт. Капитан 2-го ранга ВМС Турции Зеки Ышын (тур. Zeki Işın) организовал проверку этого 40-летнего корабля, прежде перевозившего уголь, и сообщил Анкаре, что на корабле не хватает кают, коек и туалетов для 170 пассажиров, которых он должен был доставить в Порт-Саид; там же было всего две спасательные шлюпки вместимостью 24 человека каждая. Капитан решил, что в подобном состоянии корабль не пригоден для осуществления какого-либо рейса с учётом такого количества пассажиров. В срочной спешке корабль был поставлен на ремонт: были установлены дополнительные туалеты, каюты и койки, которые доставили из военно-морского училища Мерсина. На обоих бортах корабля и на его открытой палубе были изображены турецкие национальные цвета: его раскрасили максимально ярко, чтобы корабль можно было опознать как турецкое судно даже ночью. Но до момента отплытия пароход всё ещё не соответствовал требованиям для перевозки большого количества пассажиров: для их эвакуации потребовалось бы от 8 до 9 спасательных шлюпок в случае катастрофы.

## Начало рейса
В день рейса 23 июня 1941 года на борту парохода «Рефах» находился 171 пассажир — 19 офицеров ВМС Турции, 72 старшины, 58 матросов, 20 кадетов академии ВВС Турции во главе с капитаном ВВС Турции Решатом Эрселем (тур. Reşat Ersel) и ещё двое гражданских лиц. Экипаж судна составлял 28 человек. Капитаном «Рефаха» был Иззет Далгакыран (тур. İzzet Dalgakıran), его помощником был капитан авиации ВМС Турции Хюсейин Седат (тур. Hüseyin Sedat), ветеран Первой мировой войны. Весь экипаж возглавил капитан 2-го ранга Зеки Ышын. На борту судна находился и капитан Управления специальных операций Великобритании Кристофер Майкл Кэдоган (англ. Christopher Michael Cadogan) — британский связной, который незадолго до отплытия поднялся на борт судна и передал Далгакырану сведения о предстоящем маршруте перехода. До этого момента ни капитану, ни членам экипажа, ни владельцам не сообщалось, куда именно должен будет отправиться «Рефах». Таким образом, на борту парохода было всего 200 человек в день отплытия из Мерсинского порта. В то же время исследователи Осман Ялджын и Мустафа Шахин утверждают, что с учётом британца Кэдогана всего на борту находился 201 человек — 29 членов экипажа, 21 военнослужащий ВВС Турции (20 курсантов и капитан Эрсель), 150 военнослужащих ВМС Турции и сам Кэдоган.
Ышын и руководство Мерсинского порта настойчиво пытались довести до командующего ВМС Турции Мехмет Али Улгену информацию о состоянии судна и свои опасения, что оно не отвечало требованиям безопасности для перевозки множества людей. Однако их возражения остались без ответа, а Ышын пожаловался Далгакырану, что его настойчивость руководство ВМС Турции расценило как проявление трусости. Таким образом, 23 июня в 17:30 «Рефах» поднял якорь и покинул Мерсинский порт, направившись по Восточному Средиземноморью в сторону Порт-Саида и стремясь добраться до него к 25 июня. Поскольку Турция была формально нейтральным государством, предполагалось, что путешествие пройдёт спокойно. Хотя в Восточном Средиземноморье активно действовали подводные лодки обеих противоборствующих сторон Второй мировой, на протяжении всего рейса пароходу не предоставлялось ни воздушного, ни морского сопровождения.

## Катастрофа
Около 22:30, когда корабль находился в 19 км к востоку от побережья Кипра, а пассажиры в это время ужинали, прогремел мощный взрыв: принято считать, что в корабль попала торпеда, которая была выпущена неопознанной подводной лодкой. Пароход стал принимать на борт морскую воду и начал тонуть. Согласно свидетельствам очевидцев, взрыв был такой силы, что одна из спасательных шлюпок вместе со спавшими в ней людьми упала прямо в море. Система электроснабжения корабля мгновенно вышла из строя, поэтому с парохода невозможно было передать какой-либо сигнал о помощи. Часть пассажиров была ранена в результате взрыва. Многие стали прыгать в воду, но большинство из них погибли: одни утонули, других загрызли плававшие рядом акулы.
В связи с царившей на борту тонувшего парохода паникой люди побежали к единственной оставшейся шлюпке, пытаясь на ней покинуть судно. Один из пассажиров, лейтенант Невзат Эрюл (тур. Nevzat Erül), выхватил пистолет и объявил о том, что принимает на себя командование. Он приказал выжившим построиться в ряд и посадил их в оставшуюся спасательную шлюпку, однако поскольку шлюпбалка вышла из строя, спустить эту шлюпку на воду было невозможно. Он же предложил капитану судна Далгакырану и командиру экипажа Ышыну эвакуироваться, однако те отказались от эвакуации и приказали оставшимся пассажирам покинуть судно. Некоторые из людей, уже забравшиеся в шлюпку, то и дело возвращались на корабль, чтобы раздобыть какие-либо необходимые для плавания материалы (в том числе и запасы продовольствия). Кто-то даже пытался использовать двери туалетов в качестве примитивных плотов, чтобы добраться до суши. Один из выживших в кораблекрушении, Мухиттин Дарга (тур. Muhittin Darga), рассказывал в интервью 1983 года, что пассажиры ждали помощи вплоть до 2 часов ночи, прежде чем окончательно решили покинуть обречённое судно. Корабль к тому моменту уже настолько погрузился в воду, что шлюпка сама уже касалась воды. Через четыре часа после взрыва корабль раскололся на две части и окончательно ушёл на дно. По словам выжившего в кораблекрушении лётчика Решата Эрселя, судно продержалось около 5 часов до полного затопления.
Спасшиеся в шлюпке люди сумели спасти ещё трёх или четырёх оказавшихся в воде человек. Для дальнейшего плавания они переделали вёсла шлюпки под мачту, а одеяла решили использовать в качестве паруса. Хотя выжившие находились в 19 км (10 морских милях) от Кипра, юго-западный ветер отнёс их прямиком к турецкому побережью. Люди, плывшие на самодельных плотах, были спасены попутными кораблями; другие же, пытавшиеся добраться своими силами до ближайшей суши, утонули. 24 июня, в районе 19 часов по местному времени, шлюпка с 28 выжившими добралась до турецкого побережья: они сошли на берег в районе маяка недалеко от города Караташ: их путь занял 20 часов 9 минут. Только после этого общественности стало известно о трагедии. На место крушения отправились военные самолёты и корабли: в течение суток велись тщательные поиски выживших, однако им удалось спасти всего лишь четверых человек. Среди подобранных в море людей были Хайдар Гюрсан (тур. Haydar Gürsan), использовавший в качестве импровизированного плота дверь, и ещё двое человек, добиравшихся на сделанном ими плоту — Абдуллах Шай (тур. Abdullah Şay) и Камил Инан (тур. Kamil İnan). Кадир Караул (тур. Kadir Karaül) также плыл вместе с Шаем и Инаном, однако когда он, увидел приближавшийся турецкий корабль, то спрыгнул с плота с криками о том, что приближается помощь, и исчез. Четвёртым спасённым был матрос Рахми (тур. Rahmi), которого подобрал корабль, шедший из Стамбула в Искендерун. Рахми плыл ещё с шестью моряками на люке размером 12 x 8 м с изображением турецкого флага, однако утром шестеро из них спрыгнули в море под предлогом необходимости искупаться, а одинокого Рахми подобрало попутное судно.

## Жертвы
В результате катастрофы погибло 168 человек из 200 находившихся на борту. Среди погибших были капитан корабля Зеки Ышын, отказавшийся покидать тонущий пароход, и британский связной Кристофер Кэдоган. Мухиттин Дарга рассказывал, что у Кэдогана был спасательный жилет, но тот не смог добраться до шлюпки и утонул. Выжило 32 человека — 4 офицера ВМС, офицер ВВС, четыре курсанта Академии ВВС Турции, 15 старшин ВМС, пять матросов ВМС и три члена экипажа парохода. Отсутствие возможности связаться с кем-либо из членов экипажа было одним из факторов того, что очень мало людей удалось спасти с борта погибавшего «Рефаха».
Исследователи Осман Ялджын и Мустафа Шахин, исходя из того, что на борту находился 201 человек, называют в качестве окончательной цифры 167 погибших и 34 выживших. Среди погибших, по их данным, было 16 курсантов ВВС Турции, 15 офицеров ВМС Турци, 48 старшин ВМС Турции, 63 матроса (итого 142 военнослужащих Вооружённых сил Турции всех родов войск) и 25 гражданских лиц (члены экипажа парохода «Рефаха» и Кэдоган).

## Версии крушения

### Атака вишистов
Согласно одной из версий, «Рефах» был потоплен французской вишистской подводной лодкой, которая приняла турецкий пароход за египетский корабль. Прямых подтверждений этой версии не было, поскольку пассажиры не видели никаких военных кораблей за время путешествия, а документальных подтверждений о причастности французов к торпедированию парохода найдено не было. В то же время у вишистов действительно были возможности для осуществления торпедной атаки: в распоряжении армии Леванта, лояльной режиму Виши, было три подводные лодки, в то время как в составе флота Свободной Франции, ушедшего в Александрию, никаких французских подлодок не было. Однако один из переживших кораблекрушение военных, капитан группы Хайдар Гюрсан (тур. Haydar Gürsan) утверждал, что в корабль попали две торпеды, выпущенные французской подводной лодкой, а на следующее утро место крушения облетел французский разведывательный самолёт, но турецким властям об этом не сообщили и тем самым обрекли на смерть многих находившихся на борту людей. Гюрсан утверждал, что о торпедной атаке ему рассказал некий французский офицер в Бейруте, и что эту информацию подтвердила военная разведка.
Подозрения по поводу причастности французов усиливались не только в связи с сообщениями о пролёте французского самолёта над местом кораблекрушения. Несколько кораблей флота Свободной Франции пробыли в турецком порту Искендерун около 10 дней, пытаясь обеспечить себе защиту от возможных атак со стороны немецкого флота. Вскоре стали поступать сообщения о снижении активности подводных лодок в Средиземноморье, что считалось аргументом в пользу версии о том, что торпедную атаку провели силы, лояльные режиму Виши и принявшие турецкий корабль за судно Свободной Франции. Существует версия, что французское правительство, пытаясь загладить свою вину перед Турцией, не только призналось в том, что атаковала судно по ошибке, но и передало турецкому флоту два военных корабля в качестве компенсации, однако явных доказательств причастности французов так и не было публично представлено.

### Атака итальянцев
Согласно другой версии, пароход «Рефах» был пущен ко дну подлодкой королевских ВМС Италии: об этой версии писала, в частности, газета Ottawa Citizen, ссылаясь на «источники из надёжного окружения». Аргументами в её пользу были некоторые документы из итальянских и немецких архивов: по словам Хасана Эрселя, сына лётчика Решата Эрселя, который спасся с борта тонущего «Рефаха», в одной из немецких книг упоминался текст отчёта капитана подводной лодки «Ондина», в котором тот прямо говорил, что его экипаж допустил ошибку, выпустив по неопознанному судну торпеды. Переведённый на турецкий язык отчёт был опубликован в турецкой прессе в 1990 году Бюлентом Давером (тур. Bülent Daver).
Предполагалось, что пароход «Рефах» был атакован подводной лодкой «Ондина»: в отчёте итальянских ВМС были указаны координаты, где находилась «Ондина» в момент проведения атак на вражеские корабли. Согласно отчёту, экипаж подлодки во главе с Коррадо даль Поццо (итал. Corrado dal Pozzo) заметил в 20:00 неопознанное судно, шедшее со стороны Мерсина, а в 21:00 дал приказ атаковать корабль, предположив, что перед ними судно враждебного государства. В 21:30 с расстояния 1000 м из носовых торпедных аппаратов были выпущены две 533-мм торпеды, которые не попали в цель. «Ондина» немедленно развернулась налево и выпустила торпеду из кормового торпедного аппарата с дистанции 1000 м: в этот раз торпеда попала в судно, а через 30 или 40 секунд после попадания прогремели взрывы вторичной детонации, которыми, возможно, были взрывы котлов.
Итальянское правительство хотело, чтобы Турция вступила в войну на стороне стран блока «оси», поэтому ради сохранения отношений с Италией готово было отрицать обвинения в нападении на судно. Даль Поццо решил не обстреливать корабль из артиллерийских орудий, чтобы не давать никому намёков на то, что пароход мог быть был потоплен подлодкой, а британские власти вскоре заявили, что корабль мог затонуть, столкнувшись с морской миной. Сама «Ондина» была потоплена через год, 11 июля 1942 года, в ходе операции с участием вооружённых китобойных судов «Протеа» и «Саутерн Мэйд»; подлодкой тогда командовал Габриэле Адольфи (итал. Gabriele Adolfi).
Несмотря на приводимые в итальянских документах сведения о времени атаки, сопоставимые с турецкими данными о времени атаки на корабль, исчерпывающих доказательств причастности итальянцев к гибели парохода так и не было представлено. Сын выжившего в крушении лётчика Решата Эрселя Хасан Эрсель в 2004 году полагал, что в итальянском отчёте могла содержаться ошибка в дате и времени: из этого следовало, что «Ондина» могла торпедировать не «Рефах», а какое-то другое судно.

### Атака немцев
24 июня 1941 года, на следующий день после гибели парохода британский посол Хью Нэтчбулл-Хьюджессен заявил, что корабль могла торпедировать действовавшая в восточной части Средиземного моря немецкая или итальянская подлодка. Немцы отвергли подобные обвинения, заявив, что ни Германия, ни Италия не имели никакого отношения к атаке корабля. В советской брошюре Г. А. Иванова «Беспримерное вероломство фашистских варваров», выпущенной после начала Великой Отечественной войны, утверждалось, что пароход «Рефах» был торпедирован немецкой подлодкой в 40 км от турецкого берега. Особое внимание обращалось на то, что атака произошла спустя пять дней после подписания германско-турецкого договора о дружбе и ненападении и на следующие сутки после нападения Германии на СССР и начала операции «Барбаросса».

### Атака британцев
Отвергая британские обвинения в атаке на «Рефах», Германия сама публично обвинила британцев в торпедировании «Рефаха», заявив о «нечистой совести» британцев. Возможными мотивами для торпедной атаки могли быть как нежелание британцев передавать военную технику Турции, так и попытка вынудить таким образом Турцию вступить в войну на стороне антигитлеровской коалиции. Выживший в крушении Решат Эрсель утверждал, что пароход могли торпедировать сами британцы, чтобы найти повод не передавать турецким военным собственные корабли и технику. Несмотря на наличие возможных мотивов у Великобритании, доказательств этой версии предъявлено не было.

## Последствия

### Расследование
Первое сообщение о катастрофе попало в прессу 26 июня 1941 года, пройдя соответствующие цензурные инстанции. 27 июня агентство Anadolu официально сообщило о кораблекрушении, указав, что при крушении погибло 135 человек и около 50 выжило; уточнялось, что не было установлено, наткнулось ли судно на морскую мину или было торпедировано. В тот же день о трагедии сообщила газета Cumhuriyet, но в целом освещение этого события в прессе было крайне скудным. Вскоре в прессу просочилась информация, что на пароход могли быть загружены запасы хрома, экспорт которого Турция осуществляла в течение всей войны и который был стратегически важным сырьём для обеих сторон. Информацию о загрузке этого товара довели до начальника Мерсинского порта Зихни Кочака (тур. Zihni Koçak), а капитану Далгакырану сообщили, что ему предстоит принять в Порт-Саиде груз сахара. С учётом того, что «Рефах» использовался исключительно как грузовое судно, возник вопрос о допустимости в принципе использования этого судна для перевозки людей.
23 июня 1941 года Генеральный штаб Вооружённых сил Турции потребовал начать расследование гибели парохода, и 28 июля этим занялось Министерство национальной обороны. Вскоре вопрос о проведении расследования был передан Великому национальному собранию Турции, в составе которого была сформирована специальная Комиссия из пяти человек (тур. beş kişilik encümen), куда вошли Реджеп Пекер (тур. Recep Peker), Фуат Сирмен (тур. Fuat Sirmen), Юсуф Кемаль Тенгиршенк (тур. Yusuf Kemal Tengirşenk), Фикрет Сылай (тур. Fikret Sılay) и Мунир Чагылдыр (тур. Münir Çağıl’dır), которые занялись подготовкой меморандума. Комиссии предстояло определить, стоит ли привлекать к ответственности министров транспорта и обороны — тогда эти должности занимали Джевдет Керим Инджедайы (тур. Cevdet Kerim İncedayı) и Саффет Арыкан соответственно. Тенгиршенк, Сылай и Чагылдыр выступали за рассмотрение вопроса в парламенте по поводу возможного предъявления обвинений министрам, в то время как Пекер и Сирмен выступали против предъявления каких-либо обвинений.
В Великом национальном собрании завязались споры о необходимости проведения дальнейшего расследования, в которых участвовали также представители вооружённых сил. В частности, ставилась под вопрос правомочность самого парламента проводить какое-либо расследование на основании выводов комиссии. И министр транспорта, и министр обороны написали заявление об уходе со своих должностей, однако премьер-министр их отставку не принял и призвал организовать вотум доверия текущему правительству. По итогам голосования 209 депутатов высказались за доверие правительству, 14 — против, однако оба министра в итоге приняли решение всё же покинуть свои посты. Начальник Генерального штаба маршал Мустава Февзи Чакмак прямо заявил, что трагедия произошла по вине некомпетентных лиц, возглавлявших министерства транспорта и национальной обороны. Окончательный доклад, посвящённый возможным ролям министров в трагедии, был представлен в парламенте 2 февраля 1942 года. Хотя трое членов комиссии (Тенгиршенк, Сылай и Чагылдыр) настаивали на том, чтобы продолжить расследование в отношении обоих министров, в итоге возобладала точка зрения двух других членов (Пекер и Сирмен), выступивших против какого-либо дальнейшего расследования.
15 сентября 1942 года министерство финансов Турции направило премьер-министру письмо с предложением создать группу для изучения возможности компенсации ущерба, понесённого в результате торпедной атаки на «Рефах», со стороны ответственных за гибель судна и находившихся на нём людей. Позже дело передали в суд, что положило начало длительному судебному процессу. Некоторое время общественность узнавала о его ходе в прессе, однако вскоре этот процесс исчез из повестки дня.

### Память о катастрофе
15 июля 1941 года министерство национальной обороны Турции в письме к премьер-министру предложило выплатить компенсации родственникам погибших в результате кораблекрушения и выжившим в катастрофе. 4 августа того же года был подписан указ, в соответствии с которым законному наследнику каждого из погибших в кораблекрушении турецкое правительство выплатило компенсацию в размере 4 тысячи турецких лир на человека. Из выживших в кораблекрушении по 800 лир получил каждый офицер ВМС и ВВС, 400 лир — каждый старшина ВМС и курсант, 100 лир — матрос ВМС. После долгих обсуждений при участии правительства и министерства финансов было принято решение повысить жалование выжившим военнослужащим. 27 июня 1951 года парламент законодательно закрепил льготы за жёнами и детьми погибших на «Рефахе» военнослужащих.
В память о трагедии в Мерсине в Парке Ататюрка рядом с Мерсинским портом был установлен Памятник мученикам — памятник всем 168 жертвам кораблекрушения. Идею установления памятника предлагали установить ещё в год катастрофы, однако открыт он был только в 1972 году, спустя 31 год после трагедии.
Хотя к моменту трагедии Турция одиннадцать раз заявляла о своей нейтральной позиции в войне, ни одна страна так и не взяла на себя ответственность за торпедирование «Рефаха», хотя многие страны обвиняли друг друга в атаке на пароход. По словам исследователей Османа Ялджына и Мустафы Шахина, атака на «Рефах» могла быть попыткой вынудить Турцию вступить во Вторую мировую войну на чьей-то конкретной стороне. В то же время гипотетическая экспедиция к месту гибели «Рефаха» и изучение обломков затонувшего судна могли бы помочь восстановить картину случившегося.

## Комментарии
1. ↑  Это были субмарины «Оруч Реис», «Мурат Реис», «Бурак Реис» и «Улудж Реис»[3] — подлодки типа «Оруч Реис»[англ.], являвшиеся модификацией британского типа S[англ.][4].
2. ↑  По другим данным, на борту находились 19 офицеров ВМС Турции, 63 старшины ВМС Турции, 68 матросов ВМС Турции[14], один офицер ВВС Турции и 20 кадетов академии ВВС Турции[англ.][5].
3. ↑  Приводится центральноевропейское время; стамбульское время отличалось на один час вперёд[22].
4. ↑  Согласно Осману Ялджыну и Мустафе Шахину, атака произошла примерно в 20—25 морских милях от побережья Кипра, а взрыв прогремел в 23:01[23].
5. ↑  Время приводится по дневникам капитана Коррадо даль Поццо, хотя обычно капитаны подлодок указывали центральноевропейское время, которое отличается от турецкого на один час. Днём атаки капитан называл не 23 июня, а 20 июня[22].

### Основная
- Osman Yalçın, Mustafa Şahin. İkinci Dünya Savaşı’nda Refah Şilebi Hadisesi ve Sonrası Gelişmeler (тур.) // Atatürk Araştırma Merkezi Dergisi. — 2018. — Kasım (c. 34 (2), sayıl. 18). — S. 181—226.

### Дополнительная
- Osman Gündeş. Refah'ı Kim Batırdı? (тур.). — Denizler Kitabevi, 2006. — 270 с. — ISBN 975-00051-5-5.